# Extended Play (The Pretenders)
Extended Play è l'unico EP del gruppo musicale britannico The Pretenders, pubblicato nel 1981.

## Descrizione
Contiene cinque tracce, tra cui Porcelain e Cuban Slide, outtakes del precedente album Pretenders del 1980, Message of Love e Talk of the Town, che verranno incluse nel successivo Pretenders II, oltre a una versione live di Precious registrata il 30 agosto 1980 al Central Park di New York,  

## Tracce
1. Message of Love (Chrissie Hynde) – 3:24
2. Talk of the Town (Hynde) – 2:42
3. Porcelain (Hynde, James Honeyman-Scott) – 3:53
4. Cuban Slide (Hynde, Honeyman-Scott) – 4:29
5. Precious (Hynde) – 3:17 (live al Central Park, 30 agosto 1980)

## Formazione
- Chrissie Hynde – voce, chitarra
- James Honeyman-Scott – chitarra, tastiere
- Pete Farndon – basso
- Martin Chambers – batteria